# Sejnane (film)
Pour les articles homonymes, voir Sejnane (homonymie).
Pour plus de détails, voir Fiche technique et Distribution.
Sejnane (arabe : سجنان) est un film tunisien réalisé en 1973 par Abdellatif Ben Ammar. Il obtient le Tanit d'argent du meilleur film aux Journées cinématographiques de Carthage en 1974.

## Synopsis
Les évènements du film se passent en 1952 : un jeune homme est déchiré entre sa vie sentimentale, avec la fille de son employeur qui s'apprête à se marier avec un autre, et ses positions politiques de rébellion contre la colonisation.

## Fiche technique
- Scénario : Abdellatif Ben Ammar
- Musique : Joulak Hechmi
- Production : Latif Production
- Pays d'origine :  Tunisie
- Langue : arabe
- Montage : Moufida Tlatli
- Format : couleur - 35 mm

## Distribution
- Noureddine Mahfoudh
- Abdellatif Hamrouni
- Bchira Chrif
- Jamil Joudi
- Moheddine M'rad
- Mouna Noureddine
- Noureddine Kasbaoui
- Marcel Subtil
- Ensaf Cherif
- Jamila Ourabi
- Mounira Attia
- Ahmed Snoussi
- Issa Harrath
- Fadhel Jaïbi